# 特雷布里
特雷布里（法語：Trébry，法語發音：[tʁebʁi]）是法国阿摩尔滨海省的一个市镇，位于该省中东部，属于圣布里厄区。

## 地理
特雷布里（48°21'19"N, 2°33'8"W）面积25.12 平方千米，位于法国布列塔尼大區阿摩尔滨海省，该省份为法国西北部沿海省份，位于布列塔尼半岛北部，北濒大西洋英吉利海峡，西接菲尼斯泰尔省，南至莫尔比昂省，东临伊勒-维莱讷省。
与特雷布里接壤的市镇（或旧市镇、城区）包括：布雷昂、圣格朗、圣特里莫埃勒、特雷达涅勒、勒默内。

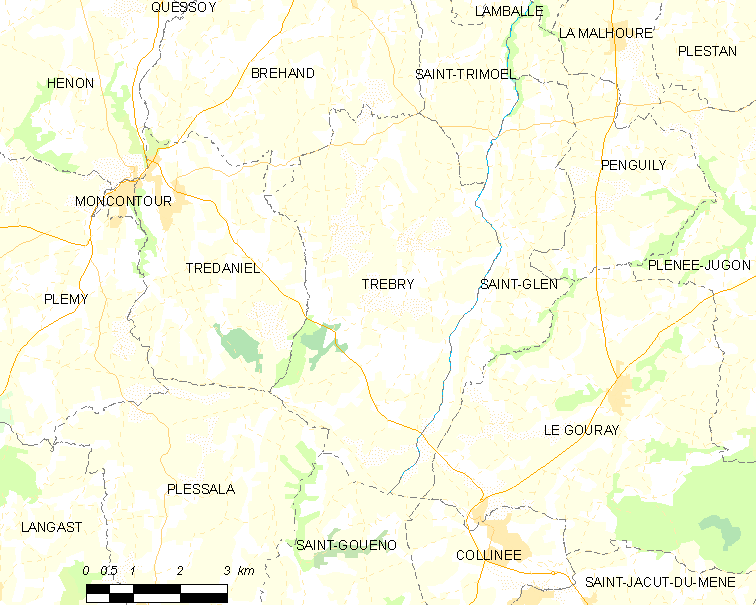
特雷布里的OSM定位图

特雷布里的时区为UTC+01:00、UTC+02:00（夏令时）。

## 行政
特雷布里的邮政编码为22510，INSEE市镇编码为22345。

## 政治
特雷布里所属的省级选区为普莱内瑞贡县。

## 人口

1962-2008年间特雷布里人口变化图示

特雷布里于2022年1月1日时的人口数量为822人。